# Борандохт
Боран (такође се изговара Буран, средњоперсијски: ; Новоперсијски: پوراندخت, Пурандохт) била је сасанидска краљица (или баншишн) у Ирану од 630. до 632., с прекидом од неколико месеци. Била је ћерка краља (или шаха) Хозроја II (владао 590–628) и византијске принцезе Марије. Она је друга од само три жене које су владале у историји Ирана, а остале су  Муса Партска и Боранина сестра Азармидохт.
Њеног оца је 628. свргнуо и погубио њен брат-муж Кавад II, који је такође побио сву браћу и полубраћу Боран, покренувши период фракционализма унутар царства. Кавад II je преминуо  неколико месеци касније, а наследио га је његов осмогодишњи син Ардашир III, кога је после непуне две године владавине убио и узурпирао престо сасанидски војсковођа Шахрбараз . Боран се убрзо попела на трон уз помоћ војног заповедника Фаруха Хормизда, који јој је помогао да свргне Шахрбараз. Она и њена сестра биле су једини легитимни наследници који су тада могли да владају. Боран је наследила царство у опадању које је било захваћено грађанским ратом између две велике фракције, персијске (Парсиг) и партске (Пахлав) племићких породица. Била је посвећена оживљавању сећања и престижа свог оца, за време чијег владања је Сасанидско царство нарасло до највећег територијалног обима.
Међутим, недуго затим заменио га је нећак Хозроја II Шапур-и Шахрвараз, чија је владавина била још краћа од њене, а заменила га је Азармидохт, која је била кандидат фракције Парсиг. Она је с друге стране убрзо потом свргнута и убијена од стране Пахлава под сином Фаруха Хормизда Ростамом Фарохзадом, који је Боран вратио на трон и која је тако постала краљица по други пут. Током њене друге владавине, власт је углавном била у рукама Ростама, што је изазвало незадовољство Парсиг-а и довело до побуне, током које је Боран убијена дављењем. Њу је наследио њен нећак Јездигерд III, последњи сасанидски владар, што ју је учинило предзадњим владарем Сасанидског царства. 
Иако су јој две године владавине биле скраћене, она је покушала да врати стабилности Ирану применом закона о правосуђу, обновом инфраструктуре, смањењем пореза и ковањем новца. Дипломатски мудра, пожелела је добре односе са својим западним суседима - Византијцима, којима је послала посланство, а које је цар Ираклије добро примио (владао 610–641).

## Име
Име Боран појављује се као Боран (или Буран) на њеној кованици , што француски историчар Гигноук сматра хипокористом од * баураспа („има много коња“). Средњовековни персијски песник Фердовси у својој епској песми Шахнамех ('Књига о краљевима') је назива  Пурандохт. Суфикс докхт (-духт на средњоперсијском), што значи „кћерка“, био је нови развој израђен на средњоиранским језицима да би се лакше разликовало женско име од мушког. Суфикс не треба схватити превише буквално.  Њено име се појављује као Туран Духт у делима персијског историчара из 10. века Мухамеда Баламија,  краљице Боре, јерменског историчара из 7. века Себеоса,  и Духт-и Забана, арапског историчара из 8. века. Сајф ибн Омара.

## Позадина, детињство и младост
Боран је била ћерка последњег истакнутог иранског шаха, Хозроја II (владао 590–628) и византијске принцезе Марије. Хозроје II је свргнут и погубљен 628. године од стране његовог властитог сина Широја, познатијег по династичком имену Кавад II, који је наставио са погубљењем све Боранине браћа и полубраћа, укључујући и наследника Марданшаха. Ово је нанело тежак ударац царству од кога се никад неће опоравити. Извештавасе да су Боран и њена сестра Азармидохт критиковале и прекоревале Кавада II због његових варварских поступака, због којих се покајао. Према Гуидијевој хроници, Боран је такође била и супруга Кавада II, демонстрирајући праксу у зороастријанству Хведодаха или браку блиских сродника.
Пад Хозроја II кулминирао је грађанским ратом 628–632. године, а најмоћнији припадници племства стекли су пуну аутономију и почели да успостваљају сопствену власт. Такође су настављена су непријатељства између персијских (Парсиг) и Партских (Пахлав) племићких породица, која су поделиле богатство нације. Неколико месеци касније разорна Широјева куга проширила се западним сасанидским провинцијама. Половина становништва, укључујући и самог Кавада II, је страдала од куге.  Наследио га је његов осмогодишњи син, који је постао Ардашир III. Ардаширов успон подржали су и Пахлав, Парсиг, и трећа велика фракција названа Нимрузи. Међутим, негде 629. године Нимрузи су повукли своју подршку краљу и почели да организују заверу са угледним сасанидским војсковођом Шахбаразом да би га свргли.
Пахлав, под је својим вођом Фарухом Хормиздом из клана Испахбудан, почео да подржава Боран као новог владара Ирана, који је након тога почела да кује овац у кованицама у Пахлав областима као што су Амол, Нишапур, Гурган и Рај. Међутим, 27. априла 630. године, Ардаширa III је убио Шахрбараз, али је и он недуго затим убијен, након владавине од четрдесет дана, у државном удару Фаруха Хормизда.  Фарух Хормизд је тада помогао Боран да се попне на трон, негде крајем јуна 630. године. Њено приступање трону је највероватније последица ње саме јер је била једини преостали легитимни наследник царства, који је могао владати, заједно са Азармидохт.

## Прва владавина
Боран је била прва краљица која је владала Сасанидским царством. Међутим, није било необично да жене из краљевске породице заузимају политичке положаје у управљању земљом, а много је било таквих жена пре него што је Боран постала истакнута. Сасанидска краљица из 5. века, Денаг, привремено је владала као регент царства из своје престонице Ктесифона током династичке борбе за престо између њених синова Хормизда III (владао 457–459) и Пероза I (владао 459– 484) у 457–459. Немачки класични научник Јосеф Висехофер такође истиче улогу племићких жена у Сасанидском Ирану, наводећи да "ирански записи трећег века (натписи, рељефи, новчићи) показују да су женски чланови краљевске породице имали необичну пажњу и поштовање". Прича о легендарној кајанској краљици Хумај Чехрзад и почаст иранској богињи Анахити вероватно су такође помогли у одобравању владавине Боран.
Кад је Боран ступила на трон, она је именовала Фаруха Хормизда за главног министра (или вузург фрамадар) царства. Потом је покушала да поврати стабилност  Ирану применом закона о правосуђу, обнове инфраструктуре , смањењем пореза и ковањем новца. Њену владавину прихватили су племство и свештенство, што очито показују и њене кованице новаца у провинцијама Парс, Хузестан, Медија и Абаршахр. Није било изражено противљење њеном полу. Међутим, она је свргнута 630. године, а Шапур-и Шахрвараз, син Шахрбараза и сестре Хозроја II,  постао је шах Ирана. Када га фракција Парсиг није препознала коју је предводио моћни војсковођа Пируз Хозроје, свргнут је у корист Азармидохта, сестре Боран.

## Друга владавина
Фарух Хормизд, је како би ојачао свој ауторитет и створио складан модус вивенди између породица Пахлав и Парсиг, затражио од Азармидохт (који је била кандидат фракције Парсиг) да се уда за њега. Не усуђујући се да одбије, убила га је уз помоћ михранидског аристократе Сијавахша, који је био унук Бахрама Чобина, познатог војног заповедника (спахбед) и накратко шаха Ирана. Син Фаруха Хормизда Ростам Фарохзад, који је у то време био стациониран у Хорасану, наследио га је као вођа Пахлава. Да би се осветио за убиство свога оца, отишао је у Ктесифон, према речима историчара из 9. века Сајф ибн Омар, "победивши сваку војску Азармидохт коју је срео". Потом је победио Сијавахшове снаге у Ктесифону и заузео град.  Азармидохт је недуго затим ослепљена и убијена од стране Ростама, који је Боран вратио на престо у јуну 631. године. Боран му се пожалила на стање царства, које је у то време било у стању краха и распада. Наводно га је позвала да управља њеним пословима и тако му дозволила да преузме општу власт.
Нагодба је како се извештава, склопљена између породице Боран и Ростама: према Сајфу, каже се да би краљица требало да му „повери (тј. Ростаму) право владања на десет година“, у којем би се суверенитет вратио „породици Сасан ако пронађу неког од својих мушких потомака, а ако не, онда њеним женама ". Боран је споразум сматрала прикладним и позвала је све фракције земље (укључујући и Парсиг), где је Ростама прогласила вођом земље и њеним војним командантом. Фракција Парсиг се сложила, а Пирузу Хозроју је поверено да управља земљом заједно с Ростамом.
Парсиг је пристао да сарађује са Пахлавом због крхкости и пада Ирана, а такође и зато што су њихови михранидски сарадници привремено поражени од Ростама. Међутим, сарадња између Парсиг-а и Пахлава-а показала краткорочном, због неједнаких услова између двеју фракција, при чему је Ростамова фракција имала много значајнији део власти под одобрењем Боран. Боран је желелела добре односе са Византијским царством, па је послала посланство њиховом цару Ираклију (владао 610–641), које су предводили несторијански патријарх Цркве Истока Ишојахб II и други достојанственици иранске цркве.Њено посланство је љубазно примљено ос стране цара Ираклија.
Следеће године је у Ктесифону избила побуна. Док је царска војска била окупирана другим стварима, Парсиг, је незадовољан Ростамовом владавином, позвао на свргавање Боран и повратак истакнутог члана фракције Парсиг Бахмана Џадуја, кога је она отпустила. Боран је убијена убрзо након тога; вероватно ју је задавио Пируз Хозроје.  Тако су настављена непријатељства између двеју фракција. Недуго затим и Ростаму и Пирузу Хозроју је запретила опасност од њихових сопствених љуи, који су постали узнемирени због слабљења државе.Тако су се Ростам и Пируз Хозроје сложили да још једном раде заједно, постављајући Бораниног нећака Јездигерда III (владао 632–651) на престо и тако окончавши грађански рат. Према муслиманском историчару Ел Табарију (умро 923. године), Боран је владала укупно шеснаест месеци.  Име иранског предела Борани може потицати од Борана.

## Кованице новца и царска идеологија
За време њене владавине Боранина кованица се вратила изгледу новца који је користио њен отац, због његових прошлих утисака и личног поштовања према њему. Њени ковани новчићи укључивали су и неке који су били више формалног дизајна и нису били намењени општој употреби.  На њеним кованицама је проглашено да је Боран била обновитељ наслеђа, тј. Расе богова. Преведени натпис на њеним новчићима гласи: "Боран, обновитељ расе богова" (средње персијски: Боран и јаздан тохм винардар). Њена тврдња да потиче од богова није коришћена од 3. века, када ју је користио сасанидски шах Шапур II (владао 309–379).(в. 309–379).
Као и код свих сасанидских владара, главна монета Боран била је сребрна драхма (средњоперсијски: драхм). Између владавине Хозроја II и Јездигерда III, чини се да је Боран једини владар који је ковао бронзане кованице. Познато је само једно златно издање Боран, које се чува у Музеју лепих уметности у Бостону. На предњој страни Бораниних драхми и бронзаних издања приказана је окренута удесно, док је на полеђини приказан Зороастријански олтар ватре са двојцом слугу. Златно издање са ликом Боран приказује је окренуту уместо да буде у профилу .
На Бораниним сребрним и бронзаним кованицама дупли или троструки ред куглица окружује њен портрет, а на спољној ивици су постављени астрални знакови полумесеца и звезде. Боран је приказана како носи округлу капу са три драгуља или розете и дијадемом; њене плетенице украшене су испод капе. Дијдема се састоји од два реда куглица, вероватно бисера, везаних око Бораниног  чела са видљивим сегментима. Врх њене круне завршава у пару крила прекривених перјем, што је требало да представља зороастустријско божанство Веретрагну, хипостазу „победе“. Полумесец и глобус су приказани између крила прекривених перјем.  Више астралних знакова приказано је горе десно (звезда и полумесец) и лево од круне (једна звезда).